# 부이떤쯔엉
부이떤쯔엉(베트남어: Bùi Tấn Trường / 裴晉長, 1986년 2월 19일 ~ )은 베트남의 축구 선수로 현재 하노이 FC에서 골키퍼로 활약하고 있다.

## 클럽 경력
2006년 고향팀인 동탑 FC 입단을 통해 프로에 입문한 후 2012년까지 활동하며 2006년 V리그2 우승, 2008년 V리그 2 3위, 2010년 V리그 1 3위의 성적에 기여한 공로를 인정받아 2009년 베트남 브론즈볼에 선정되는 영예를 안았다.
이후 2011년부터 2013년까지 사이공 FC에서 활동하며 2011년 V리그 2 우승, 2012년 베트남 내셔널컵 우승, 2012년 V리그1 3위의 성적에 일조했고 2013년부터 2019년까지 베카멕스 빈즈엉의 주전 골키퍼로 활약하며 V리그 1 2연패(2014, 2015), 베트남 내셔널컵 2회 우승(2015, 2018) 및 2회 준우승(2014, 2017), 2014년 메콩 클럽 챔피언십 우승, 2015년 메콩 클럽 챔피언십 4강, 베트남 슈퍼컵 2연패(2014, 2015), 2018년 베트남 슈퍼컵 준우승, BTV컵 2회 우승(2013, 2017) 등에 기여했다.
그 뒤 2019년 V리그 1의 명문팀인 하노이 FC로 이적하여 2020년 V리그 1 준우승, 2020년 베트남 내셔널컵 우승, 2020년 베트남 슈퍼컵 우승을 도왔다.

## 국가대표팀 경력
베트남 U-23 대표팀의 일원으로 2009년 동남아시아 경기 대회에 출전하여 팀의 은메달 획득에 기여한 뒤 베트남 성인대표팀 소속으로 이듬해에 열린 2010년 AFF 스즈키컵에 참가하여 팀의 3위 입상에 일조했다.
그리고 2010년 아시안 게임에 와일드카드 자격으로 출전하여 팀의 16강 진출에 이바지했지만 그 후 잦은 실수 등으로 인해 2016년 이후 대표팀에서 멀어진 것은 물론 베트남 축구 팬들로부터도 퇴물 취급을 받으며 대표팀 은퇴 위기에까지 몰렸다.
그러나 2022년 FIFA 월드컵 아시아 지역 2차 예선에서 비록 아랍에미리트와의 최종전에서는 3골을 얻어맞고 무너졌지만 이를 제외한 앞선 7경기에서 단 2점만 내주는 놀라운 활약으로 베트남 축구 역사상 최초의 월드컵 최종 예선 진출을 이끌었고 이러한 활약으로 인해 '베트남 축구 국민 영웅'이라는 찬사를 받았다.

## 수상

### 클럽
동탑 FC
- V리그 2 : 우승 (2006), 3위 (2008)
- V리그 1 : 3위 (2010)

사이공 FC
- V리그 2 : 우승 (2011)
- 베트남 내셔널컵 : 우승 (2012)
- V리그 1 : 3위 (2012)

베카멕스 빈즈엉
- V리그 1 : 우승 (2014, 2015)
- 베트남 내셔널컵 : 우승 (2015, 2018), 준우승 (2014, 2017)
- 메콩 클럽 챔피언십 : 우승 (2014), 4강 (2015)
- 베트남 슈퍼컵 : 우승 (2014, 2015), 준우승 (2018)
- BTV컵 : 우승 (2013, 2017)

하노이 FC
- V리그 1 : 준우승 (2020)
- 베트남 내셔널컵 : 우승 (2020)
- 베트남 슈퍼컵 : 우승 (2020)

### 국가대표팀
베트남 U-23
- 동남아시아 경기 대회 : 은메달 (2009)

 베트남
- 동남아시아 축구 선수권 대회 : 3위 (2010)

### 개인
- 베트남 브론즈볼 : 2009